# Championnat d'Australie de football 2020-2021
Navigation
Édition précédente Édition suivante
La saison 2020-2021 de A-League est la quarante cinquième édition du championnat d'Australie de football, la seizième sous cette appellation. Le premier niveau du football australien compte cette année douze franchises (onze australiennes et une néo-zélandaise) avec l'ajout du Macarthur FC. La saison régulière se joue en série de vingt-neuf rencontres jouées entre le 27 décembre 2020 au 26 avril 2021. À la fin de cette première phase, les six premiers du classement disputent les Finals series pour remporter le titre.
A l'issue de la saison le Melbourne City remporte son premier titre de champion d'Australie en remportant la finale contre le champion sortant, Sydney Football Club.

## Les 12 clubs participants

### Carte
| \| Adelaide United Brisbane Roar Central Coast Mariners Macarthur FC Melbourne City Melbourne Victory Newcastle Jets Perth Glory Sydney FC WS Wanderers Western United FC \| Les onze clubs australiens de l'édition 2020-2021. |
| Adelaide United Brisbane Roar Central Coast Mariners Macarthur FC Melbourne City Melbourne Victory Newcastle Jets Perth Glory Sydney FC WS Wanderers Western United FC                                                          |

| \| Wellington Phoenix \| Le club néo-zélandais de l'édition 2020-2021. |
| Wellington Phoenix                                                     |

### Les franchises
| Club                        | Ville                                               | État                   | Entraîneur      | Stade                                          | Capacité      |
| --------------------------- | --------------------------------------------------- | ---------------------- | --------------- | ---------------------------------------------- | ------------- |
| Adélaïde United FC          | Adélaïde                                            | Australie-Méridionale  | Gertjan Verbeek | Hindmarsh Stadium Adelaide Oval                | 17 000 53 500 |
| Brisbane Roar FC            | Brisbane                                            | Queensland             | Robbie Fowler   | Suncorp Stadium                                | 52 000        |
| Central Coast Mariners FC   | Gosford                                             | Nouvelle-Galles du Sud | Alen Stajcic    | Central Coast Stadium                          | 20 000        |
| Macarthur FC                | Campbelltown, Sydney                                | Nouvelle-Galles du Sud | Ante Milicic    | Campbelltown Stadium                           | 20 527        |
| Melbourne City FC           | Melbourne                                           | Victoria               | Erick Mombaerts | AAMI Park                                      | 31 000        |
| Melbourne Victory FC        | Melbourne                                           | Victoria               | Kevin Muscat    | Etihad Stadium AAMI Park                       | 56 347 31 000 |
| Newcastle United Jets FC    | Newcastle                                           | Nouvelle-Galles du Sud | Ernie Merrick   | Hunter Stadium                                 | 26 000        |
| Perth Glory FC              | Perth                                               | Australie-Occidentale  | Tony Popović    | nib Stadium                                    | 20 000        |
| Sydney FC                   | Sydney                                              | Nouvelle-Galles du Sud | Steve Corica    | Sydney Football Stadium                        | 45 000        |
| Wellington Phoenix FC       | Wollongong, NSW, Australie (Cette saison seulement) | Nouvelle-Zélande       | Ufuk Talay      | Wollongong Showground (Cette saison seulement) | 23 000        |
| Western Sydney Wanderers FC | Sydney                                              | Nouvelle-Galles du Sud | Markus Babbel   | Parramatta Stadium                             | 21 000        |
| Western United FC           | Geelong                                             | Victoria               | Mark Rudan      | Kardinia Park                                  | 36 000        |

## Compétition

### Phase régulière

#### Classement
Les équipes sont classées selon leur nombre de points, lesquels sont répartis comme suite : trois points pour une victoire, un point pour un match nul, zéro point pour une défaite et zéro point en cas de forfait. Pour départager les égalités, les critères suivants sont utilisés
1. Différence de buts générale
2. Nombre de buts marqués
3. Faces-à-faces
4. Différence de buts lors des faces-à-faces
5. Tirage au sort

| Rang | Équipe                   | Pts | J  | G  | N | P  | Bp | Bc | Diff |
| ---- | ------------------------ | --- | -- | -- | - | -- | -- | -- | ---- |
| 1    | Melbourne City Ch        | 49  | 26 | 15 | 4 | 7  | 57 | 32 | +25  |
| 2    | Sydney FC T              | 47  | 26 | 13 | 8 | 5  | 39 | 23 | +16  |
| 3    | Central Coast Mariners   | 42  | 26 | 12 | 6 | 8  | 35 | 31 | +4   |
| 4    | Brisbane Roar            | 40  | 26 | 11 | 7 | 8  | 36 | 28 | +8   |
| 5    | Adelaide United          | 39  | 26 | 11 | 6 | 9  | 39 | 41 | -2   |
| 6    | Macarthur FC             | 39  | 26 | 11 | 6 | 9  | 33 | 36 | -3   |
| 7    | Wellington Phoenix       | 38  | 26 | 10 | 8 | 8  | 44 | 34 | +10  |
| 8    | Western Sydney Wanderers | 35  | 26 | 9  | 8 | 9  | 45 | 42 | +3   |
| 9    | Perth Glory              | 34  | 26 | 9  | 7 | 10 | 44 | 44 | 0    |
| 10   | Western United           | 28  | 26 | 8  | 4 | 14 | 30 | 47 | -17  |
| 11   | Newcastle United Jets    | 21  | 26 | 5  | 6 | 15 | 24 | 38 | -14  |
| 12   | Melbourne Victory C      | 19  | 26 | 5  | 4 | 17 | 31 | 60 | -29  |

Qualifications asiennes
Ligue des champions 2022
- 1er : Phase de groupes
- C et 2e : Tour préliminaire de qualification

Séries finales et Coupe d'Australie(FFA Cup) 2021
- 2e: Demi-finales aux Séries finales d'A League et Seizièmes de finale de la Coupe d'Australie(FFA Cup) 2021
- 3e, 4e, 5e et 6e: 1er tour aux Séries finales d'A League et Seizièmes de finale de la Coupe d'Australie(FFA Cup) 2021

Coupe d'Australie(FFA Cup) 2021
- 7e et 8e: Seizièmes de finale

Abréviations
T : Tenant du titre 2019-2020 

C : Vainqueur de la FFA Cup(Coupe d'Australie) 2021

#### Résultats
| Domicile \ Extérieur     | ADE | BRI | CCM | MAC | MCY | MVC | NEW | PER | SYD | WEL | WSW | WUN | ADE | BRI | CCM | MAC | MCY | MVC | NEW | PER | SYD | WEL | WSW | WUN |
| ------------------------ | --- | --- | --- | --- | --- | --- | --- | --- | --- | --- | --- | --- | --- | --- | --- | --- | --- | --- | --- | --- | --- | --- | --- | --- |
| Adelaide United          |     | 1–0 | 3–2 | 3–1 | 2–0 | 1–0 | 2–1 | 1–2 | 1–0 | 0–0 | 1–1 | 0–0 |     |     |     |     |     |     |     |     | 1–4 |     | 2–2 |     |
| Brisbane Roar            | 3–1 |     | 0–0 | 0–2 | 0–1 | 5–2 | 0–0 | 2–1 | 1–1 | 0–0 | 1–1 | 2–1 |     |     |     |     | 3–0 |     |     |     | 0–2 |     |     |     |
| Central Coast Mariners   | 2–1 | 0–4 |     | 2–0 | 3–2 | 1–1 | 1–0 | 2–2 | 2–2 | 1–2 | 0–1 | 3–2 |     |     |     |     |     |     | 0–2 |     |     |     |     | 2–0 |
| Macarthur FC             | 4–0 | 1–2 | 0–2 |     | 1–1 | 3–1 | 2–2 | 2–0 | 0–3 | 1–1 | 2–2 | 2–1 |     |     | 1–2 |     |     |     |     |     |     | 0–3 |     |     |
| Melbourne City           | 4–1 | 3–2 | 2–0 | 3–0 |     | 7–0 | 3–1 | 1–3 | 3–2 | 2–2 | 4–1 | 2–1 |     |     | 1–0 |     |     |     | 1–2 |     |     |     |     |     |
| Melbourne Victory        | 1–3 | 1–3 | 1–1 | 1–2 | 0–6 |     | 0–1 | 2–1 | 0–3 | 2–0 | 5–4 | 3–4 | 0–1 |     |     |     | 1–1 |     |     |     |     |     |     |     |
| Newcastle United Jets    | 1–4 | 1–2 | 0–1 | 1–2 | 1–0 | 1–2 |     | 1–1 | 1–1 | 0–2 | 1–2 | 0–1 |     | 1–2 |     |     |     |     |     | 1–1 |     |     |     |     |
| Perth Glory              | 5–3 | 3–1 | 1–2 | 0–0 | 1–3 | 2–1 | 2–1 |     | 1–1 | 1–3 | 5–1 | 3–0 | 2–1 |     |     | 1–1 |     |     |     |     |     |     |     |     |
| Sydney FC                | 2–2 | 0–0 | 0–2 | 0–1 | 1–1 | 1–0 | 2–1 | 1–0 |     | 2–1 | 1–1 | 2–0 |     |     |     |     |     | 2–0 |     |     |     |     | 1–0 |     |
| Wellington Phoenix       | 2–1 | 1–1 | 0–2 | 0–1 | 2–3 | 4–1 | 1–2 | 3–0 | 1–2 |     | 2–2 | 3–2 |     |     |     |     |     |     |     | 2–2 |     |     |     | 3–0 |
| Western Sydney Wanderers | 2–3 | 1–2 | 2–2 | 0–1 | 0–2 | 2–0 | 1–1 | 3–0 | 3–2 | 4–3 |     | 5–0 |     | 2–0 |     |     |     |     |     |     |     | 1–2 |     |     |
| Western United           | 0–0 | 1–0 | 1–0 | 4–1 | 2–1 | 0–0 | 2–0 | 5–4 | 0–1 | 1–1 | 0–1 |     |     |     |     | 1–2 |     | 1–6 |     |     |     |     |     |     |

### Phase finale

#### Tableau
|  | Quarts de finale | Quarts de finale       | Quarts de finale | Quarts de finale |                |                | Demi-finales | Demi-finales | Demi-finales | Demi-finales |  |  | Finale | Finale | Finale | Finale |
|  |                  |                        |                  |                  |                |                |              |              |              |              |  |  |        |        |        |        |
|  |                  |                        |                  |                  |                |                |              |              |              |              |  |  |        |        |        |        |
|  |                  |                        |                  |                  |                |                |              |              |              |              |  |  |        |        |        |        |
|  |                  |                        |                  |                  |                |                |              |              |              |              |  |  |        |        |        |        |
|  |                  |                        |                  |                  |                |                |              |              |              |              |  |  |        |        |        |        |
|  |                  |                        |                  |                  |                |                |              |              |              |              |  |  |        |        |        |        |
|  | 1                | Melbourne City         | 2                | 2                |                |                |              |              |              |              |  |  |        |        |        |        |
|  | 1                | Melbourne City         | 2                | 2                |                |                |              |              |              |              |  |  |        |        |        |        |
|  |                  |                        | 6                | Macarthur FC     | 0              | 0              |              |              |              |              |  |  |        |        |        |        |
|  | 3                | Central Coast Mariners | 6                | Macarthur FC     | 0              | 0              | 0            | 0            |              |              |  |  |        |        |        |        |
|  | 3                | Central Coast Mariners |                  |                  |                |                |              | 0            |              |              |  |  |        |        |        |        |
|  | 6                | Macarthur FC           | 2                | 2                |                |                |              |              |              |              |  |  |        |        |        |        |
|  | 6                | Macarthur FC           | 2                | 2                | Melbourne City | Melbourne City | 3            | 3            |              |              |  |  |        |        |        |        |
|  |                  |                        |                  |                  | Melbourne City | Melbourne City | 3            | 3            |              |              |  |  |        |        |        |        |
|  |                  |                        | Sydney FC        | Sydney FC        | 1              | 1              |              |              |              |              |  |  |        |        |        |        |
|  |                  |                        |                  |                  | 1              | 1              |              |              |              |              |  |  |        |        |        |        |
|  |                  |                        |                  |                  |                |                |              |              |              |              |  |  |        |        |        |        |
|  |                  |                        |                  |                  |                |                |              |              |              |              |  |  |        |        |        |        |
|  | 2                | Sydney FC              | 2                | 2                |                |                |              |              |              |              |  |  |        |        |        |        |
|  | 2                | Sydney FC              | 2                | 2                |                |                |              |              |              |              |  |  |        |        |        |        |
|  |                  |                        | 5                | Adélaïde United  | 1              | 1              |              |              |              |              |  |  |        |        |        |        |
|  | 4                | Brisbane Roar          | 5                | Adélaïde United  | 1              | 1              | 1            | 1            |              |              |  |  |        |        |        |        |
|  | 4                | Brisbane Roar          |                  |                  |                |                |              | 1            |              |              |  |  |        |        |        |        |
|  | 5                | Adélaïde United        | 2                | 2                |                |                |              |              |              |              |  |  |        |        |        |        |
|  | 5                | Adélaïde United        | 2                | 2                |                |                |              |              |              |              |  |  |        |        |        |        |
|  |                  |                        |                  |                  |                |                |              |              |              |              |  |  |        |        |        |        |

#### Résultats

##### Finales des éliminations
| 12 juin 2021   | Central Coast Mariners | 0 - 2 | Macarthur FC | Central Coast Stadium, Gosford |                      |
| 19h05 (UTC+10) |                        |       |              | Spectateurs : 11 565           | Spectateurs : 11 565 |

| 13 juin 2021   | Brisbane Roar | 1 - 2 | Adélaïde United | Moreton Daily Stadium, Kippa-Ring |                     |
| 15h05 (UTC+10) |               |       |                 | Spectateurs : 7 782               | Spectateurs : 7 782 |

##### Demi-Finales
| 20 juin 2021   | Melbourne City | 2 - 0 | Macarthur FC | AAMI Park, Melbourne |                     |
| 19h05 (UTC+10) |                |       |              | Spectateurs : 2 283  | Spectateurs : 2 283 |

| 19 juin 2021   | Sydney FC | 2 - 1 | Adélaïde United | Stade Netstratta Jubilee, Sydney |
| 19h05 (UTC+10) |           |       |                 |                                  |

##### Grande Finale
| 27 juin 2021   | Melbourne City | 3 - 1   | Sydney FC | AAMI Park, Melbourne |                      |
| 19h05 (UTC+10) |                | (2 - 1) |           | Spectateurs : 14 017 | Spectateurs : 14 017 |

## Bilan de la saison
| Championnat d'Australie de football 2020-2021 |                                                 |
| Champion                                      | Melbourne City (1er titre)                      |
| Dauphin                                       | Sydney FC                                       |
| Coupes et trophées                            |                                                 |
| Vainqueur de la Coupe d'Australie 2020-2021   | Melbourne Victory Football Club                 |
| Qualifications continentales                  |                                                 |
| Ligue des champions de l'AFC 2022             | Melbourne City Football Club (phase de groupes) |
| Ligue des champions de l'AFC 2022             | Melbourne Victory Football Club(qualification)  |
| Ligue des champions de l'AFC 2022             | Sydney Football Club (qualification)            |

## Parcours en coupes d'Asie

### Parcours continental des clubs
Le parcours des clubs australiens en coupes d'Asie est important puisqu'il détermine le coefficient AFC, et donc le nombre de clubs australiens présents en coupes d'Asie les années suivantes.
| Club                                           | Compétition         | Résultat                                                 | Ultime(s) adversaire(s) |
| ---------------------------------------------- | ------------------- | -------------------------------------------------------- | ----------------------- |
| Sydney FC (Vainqueur de la Grande Finale 2020) | Ligue des champions | Phase de groupe - Groupe H                               | Forfait                 |
| Melbourne City                                 | Ligue des champions | Tour du barrage - vs Cerezo Osaka(4e place du Japon)     | Forfait                 |
| Brisbane Roar                                  | Ligue des champions | Tour préliminaire - vs Kaya FC(2e place des Philippines) | Forfait                 |